# Fuyu
Fuyu (扶余市S, FúyúP) è una città-contea della Cina, situata nella provincia di Jilin e amministrata dalla prefettura di Songyuan. Il centro abitato è attraversato a nord dal 45º parallelo, la linea equidistante fra il Polo nord e l'Equatore.